# Свидера (Речицкий район)
Свидера (бел. Свідэра) — деревня в Глыбовском сельсовете Речицкого района Гомельской области Белоруссии.

## География

### Расположение
В 24 км на север от районного центра и железнодорожной станции Речица (на линии Гомель — Калинковичи), 74 км от Гомеля.

## Транспортная сеть
Транспортные связи по просёлочной, затем автомобильной дороге Светлогорск — Речица. Планировка состоит из прямолинейной короткой улицы, близкой к широтной ориентации. Застройка деревянная усадебного типа.

## История
По письменным источникам известна с XIX века как селение в Горвальской волости Речицкого уезда Минской губернии. В 1835 году помещица Холодовская владела в деревне 300 десятинами земли. Позже во владении генерал-майора Г. Ф. Менгдена, действовала лесопилка. В 1879 году упоминается в Горвальском церковном приходе.
С 8 декабря 1926 года до 30 декабря 1927 года центр Свидерского (Свидеро-Милоград-Глыбовского) сельсовета Горвальского, с 4 августа 1927 года Речицкого районов Речицкого с 9 июня 1927 года Гомельского округов. В 1931 году организован колхоз «Красная звезда», работала кузница. Во время Великой Отечественной войны в июне 1943 года оккупанты полностью сожгли деревню и убили 6 жителей. 17 жителей погибли на фронте. Согласно переписи 1959 года в составе совхоза «Подлесье» (центр — деревня Милоград).

## Население

### Численность
- 2004 год — 21 хозяйство, 42 жителя.

### Динамика
- 1897 год — 13 дворов, 94 жителя (согласно переписи).
- 1930 год — 26 дворов, 118 жителей.
- 1940 год — 36 дворов, 135 жителей.
- 1959 год — 107 жителей (согласно переписи).
- 2004 год — 21 хозяйство, 42 жителя.